# 1948年太平洋颱風季
| 太平洋颱風季             |
| 主題頁 - 專題 - 編輯指南 |

1948年太平洋颱風季泛指在1948年全年內的任何時間，於赤道以北及國際換日線以西的太平洋水域，以及南中國海所產生的熱帶氣旋。雖然有關方面並沒有設下本颱風季的指定期限，但大部份於西北太平洋的熱帶氣旋通常都會於五月至十二月期間形成。
本條目的範圍僅侷限於赤道以北及國際換日線以西的太平洋及南海的水域。於赤道以北及國際換日線以東的太平洋水域產生的風暴則被稱為颶風，並被列入1948年太平洋颶風季。在西太平洋產生的熱帶風暴是由聯合颱風警報中心命名，國際編號為48xx。而凡進入或產生於菲律賓風暴責任範圍以內的熱帶低氣壓，菲律賓大氣地理天文部門 (PAGASA) 都會為它們訂立一個菲律賓名稱，作當地警報用途；因此同一個風暴有時候會有兩個不同的名稱。
以下各熱帶氣旋資訊以熱帶氣旋存在期間的最強形態為準。

## 熱帶氣旋
在1948年，有?個熱帶低氣壓形成，其中26個成為了熱帶風暴。14個成為了颱風。1個更成為了超級颱風。

### 七月下旬颱風
這個颱風是該年引致皇家香港天文台懸掛烈風信號的四個風暴之一，並只獲天文台承認。天文台在7月22日15時45分懸掛一號戒備信號，然後在同日22時40分，改掛七號（今八號東北）烈風信號，最後在7月23日6時改掛一號信號，12時15分直接除下所有信號，所有時間均為夏令時間。

### 颱風羅絲 (Rose)
這個颱風是該年引致皇家香港天文台懸掛烈風信號的四個風暴之一。天文台在7月27日4時50分懸掛一號戒備信號，然後在同日9時，改掛七號（今八號東北）烈風信號，其後在15時20分改掛五號（今八號西北）烈風信號，18時20分改掛六號（今八號西南）烈風信號，最後在翌日5時30分直接除下所有信號，所有時間均為夏令時間。
| 皇家香港天文台 熱帶氣旋警告信號 | 皇家香港天文台 熱帶氣旋警告信號 | 皇家香港天文台 熱帶氣旋警告信號 |
| ------------------------------- | ------------------------------- | ------------------------------- |
| 上一熱帶氣旋                    | 一號風球                        | 下一熱帶氣旋                    |
| 颱風無名                        | 一號風球                        | 颱風無名                        |
| 颱風葆蓮                        | 五號風球                        | 颱風麗妲                        |
| 辛巳年颱風                      | 六號風球                        | 颱風麗妲                        |
| 颱風無名                        | 七號風球                        | 颱風無名                        |

### 颱風安娜貝兒 (Annabell)
一個西北太平洋熱帶系統在7月23日至8月4日之間出現，獲命名為安娜貝兒。美國空軍的一隊氣象服務隊曾為此發表報告，但事後卻將此系統評為低壓槽活動之一。

### 颱風格魯德 (Gertrude)
這個颱風是該年引致皇家香港天文台懸掛烈風信號的四個風暴之一，但其名字未獲天文台承認。天文台在9月2日15時20分懸掛一號戒備信號，然後在同日22時20分，改掛七號（今八號東北）烈風信號，其後在翌日5時改掛八號（今八號東南）烈風信號，最後在16時20分直接除下所有信號，所有時間均為夏令時間。

### 颱風克蒂 (Kit)
這個颱風是該年引致皇家香港天文台懸掛烈風信號的四個風暴之一。天文台在9月25日12時15分懸掛一號戒備信號，然後在翌日12時15分，改掛八號（今八號東南）烈風信號，最後在9月27日5時35分直接除下所有信號，所有時間均為夏令時間。

## 熱帶氣旋名單
| - Karen - Lana - Mabel - Nadine - Ophelia - Pearl - Rose - Annabell - Bertha | - Chris - Dolores - Eunice - Flo - Gestrude - Hazel - Ione - Jackie - Kit | - Libby - Martha - Norma - Olga - Pat - Rita - Agnes - Beverly |